# Zhenzhushan (sockenhuvudort i Kina, Jiangxi Sheng, lat 29,19, long 117,46)
Zhenzhushan är en sockenhuvudort i Kina. Den ligger i provinsen Jiangxi, i den sydöstra delen av landet, omkring 160 kilometer öster om provinshuvudstaden Nanchang. Antalet invånare är 9 328. Befolkningen består av 4 543 kvinnor och 4 785 män. Barn under 15 år utgör 19,0 %, vuxna 15-64 år 71 %, och äldre över 65 år 8,0 %.
Runt Zhenzhushan är det ganska tätbefolkat, med 120 invånare per kvadratkilometer. Närmaste större samhälle är Yongshan, 14,8 km väster om Zhenzhushan. I omgivningarna runt Zhenzhushan växer i huvudsak blandskog.
Genomsnittlig årsnederbörd är 2 672 millimeter. Den regnigaste månaden är juni, med i genomsnitt 444 mm nederbörd, och den torraste är oktober, med 51 mm nederbörd.